# Іоніди
Іоні́ди (дав.-гр. αἱ Ἰωνίδες, Ionides) — прізвисько 4 німф — Каллітеї, Сіналлаксіс, Пегеї, Іасіс, культ яких, за переказом, установив Іон.